# 留敬臣
留敬臣（1557年—？），字懋德，號明麓，福建泉州府晉江縣人，民籍，明朝政治人物、進士出身。

## 生平
隆慶四年（1570年）庚午鄉試四十七名。萬曆十四年，登丙戌科会试二百四十六名，第三甲第二百四十名進士。吏部观政，歷山東濟寧州學正。萬曆四十三年（1615年）六月升贵州按察司副使，四十五年二月因病乞休。

## 家族
曾祖父留芳，曾任通判，封刑部主事；祖父留志淑，曾任布政使；父親留元徽，曾任鹽運司經歷。母陳氏。慈侍下。兄簡臣（布政司檢校）、瑞臣（生员）、明臣。弟留震臣（甲戌进士、刑部主事）、世臣（侯门教读）。